# Werra
Werra je řeka v Německu. Protéká spolkovými zeměmi Durynskem, Hesenskem a Dolním Saskem. Délka jejího toku je 292 km. Plocha povodí měří 5496 km².

## Průběh toku
Má dva prameny. Pramení na jihu spolkové země Durynsko v oblasti zvané Durynská břidličná vrchovina (německy Thüringer Schiefergebirge), nedaleko vrchů Zeupelsberg (760 m) a Bleßberg (865 m) na západních svazích Durynského lesa. Teče v členité dolině, která je zaříznutá do vápencovo-pískovcové planiny. Je to jedna ze zdrojnic řeky Vezery. Druhou zdrojnicí je řeka Fulda, s kterou se Werra stýká u města Hann. Münden v nadmořské výšce 116,5 m.

### Větší přítoky
- levé – Ulster
- pravé – Hörsel

## Vodní režim
Nejvyšších vodních stavů dosahuje na jaře. Průměrný průtok nedaleko soutoku s Fuldou je 50,5 m³/s.

## Využití
Vodní doprava pro nevelké lodě je možná do vzdálenosti 59 km od ústí. Na řece leží města Meiningen, Bad Salzungen, Eisenach, Eschwege a v ústí Hann. Münden.

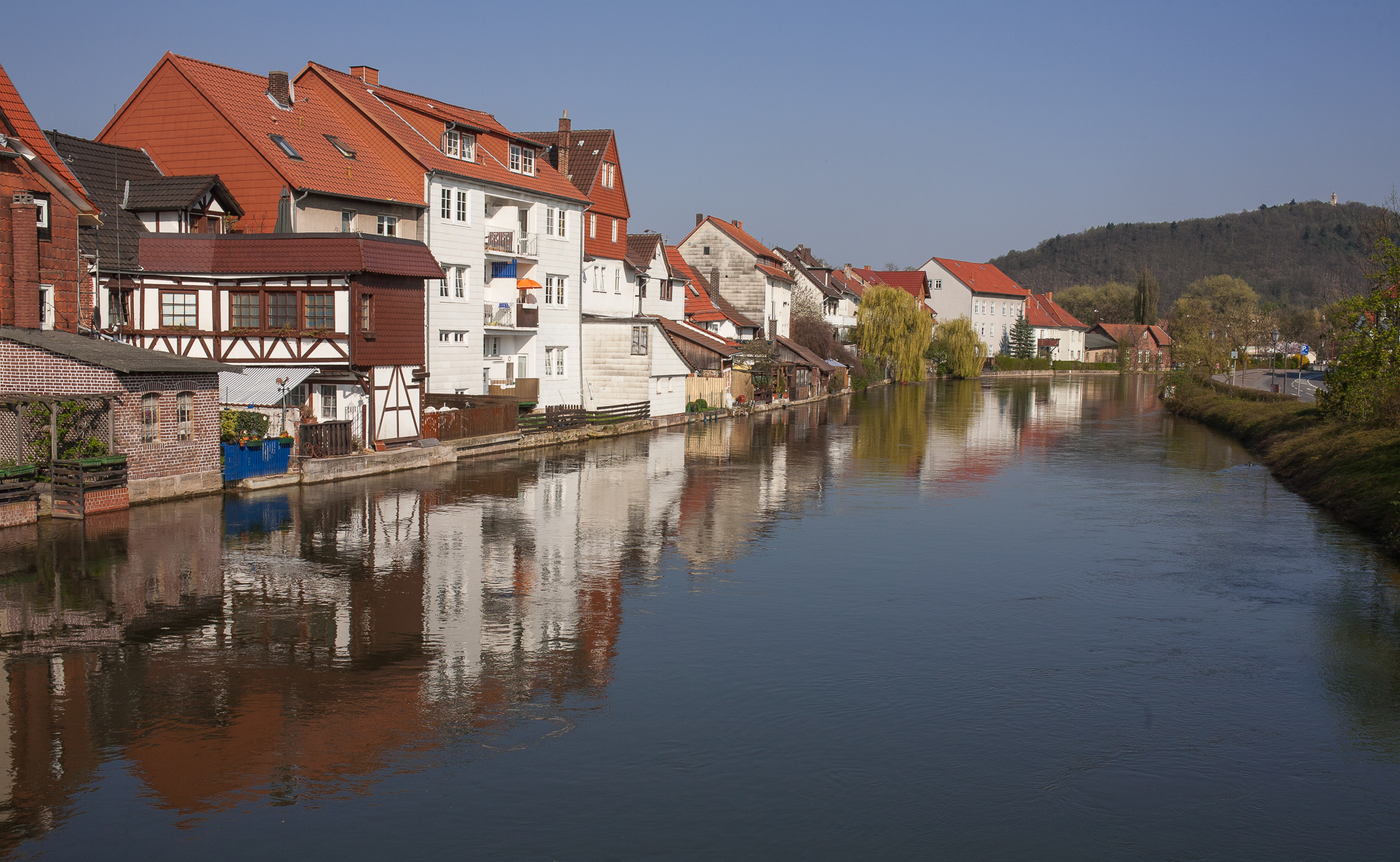
Werra, Eschwege